# Diecezja Ipil
Diecezja Ipil, diecezja rzymskokatolicka na Filipinach. Powstała w 1979 jako prałatura terytorialna. Od 2010 diecezja.

## Lista biskupów
- Prałatura terytorialna Ipil
- Biskup Federico Escaler SJ (23 lutego 1980 - 28 czerwca 1997)
- Biskup Antonio Ledesma, SJ (28 czerwca 1997 - 4 marca 2006, następnie arcybiskup Cagayan de Oro)
- Biskup Julius Tonel (30 czerwca 2007 - 30 kwietnia 2010)

Diecezja Ipil
- Biskup Julius Tonel (1 maja 2010 - 25 kwietnia 2023, następnie arcybiskup Zamboangi)
- Glenn Corsiga (od 2025)